# Phaenicophilus
Phaenicophilus is een geslacht van zangvogels uit de familie Phaenicophilidae. Deze familie werd op grond van onderzoek gepubliceerd in 2013 en 2015 afgesplitst van de Tangaren. Er zijn twee soorten:
- Phaenicophilus palmarum – Zwartkruinpalmtangare
- Phaenicophilus poliocephalus – Grijskruinpalmtangare